# Улица Севастьянова (Санкт-Петербург)
Улица Севастья́нова — улица в Московском районе Санкт-Петербурга. Проходит от улицы Решетникова до Кузнецовской улицы.

## История
27 января 1949 года присвоено наименование улица Севастьянова, в честь А. Т. Севастьянова, лётчика, Героя Советского Союза, в ряду улиц, названных в целях увековечения памяти погибших защитников города в годы Великой Отечественной войны.

## Общественно значимые объекты
- Дом 3 — гостиница «Турист»
- Школа № 371 (Благодатная улица, дом 26, угол улицы Севастьянова)
- Дом 7 — отделение Сбербанка России
- Дом 9 — Институт озероведения РАН
- Дом 11 — пожарная часть № 38
- Дом 13 — ГУП «Ленгипроинжпроект»
- Дом 14 — гостиница «У фонтана»
- Московский парк Победы (в конце улицы)

## Пересечения
- Улица Решетникова
- Благодатная улица
- Кузнецовская улица